# Жената на моя живот
Жената на моя живот (на испански: La mujer de mi vida) е венесуелска теленовела състояща се от общо 150 епизода, която се излъчва в периода от 1998 до 1999 година. Излъчва се по телевизиите Venevisión и Univision.

## Актьорски състав
- Наталия Страйгнард – Барбарита Руиз
- Марио Симаро – Антонио Адолфо Томпсън
- Лорена Меритано – Александра Монтесинос
- Ана Силвети – Рикарда Томпсън
- Мара Кроато – Катюшка Кардона
- Лили Рентерия – Емилия Сулбаран
- Хелерман Баралт – Валентино Томпсън
- Нури Флорес – Каридад Руиз
- Клаудия Рейес – Джесика Дуарте Гарсия
- Карлос Куерво – Лари Гарсия
- Марсела Кардона – Суси Руиз
- Ивон Д’Лис – Чела Перез
- Омар Мойнело – Сантяго Сулбаран
- Орландо Касин – Пипо
- Роса Фелипе – Момичето
- Умберто Росенфелд – Ренато Гарсия
- Стив Рут – Естебан Сотомейър
- Фернандо Карера – Фернандо Марин

## В България
В България теленовелата се излъчва през 2001 г. по Диема+ и Александра ТВ. Ролите се озвучават от Илиана Балийска, Татяна Тодорова, Христина Ибришимова, Цветан Ватев и Пламен Захов.